# Ctenus darlingtoni
Ctenus darlingtoni este o specie de păianjeni din genul Ctenus, familia Ctenidae, descrisă de Bryant, 1948. Conform Catalogue of Life specia Ctenus darlingtoni nu are subspecii cunoscute.